# ارمیچه اورتگا
ارمیچه اورتگا (انگلیسی: Armiche Ortega؛ زادهٔ ۱۲ ژوئن ۱۹۸۸) بازیکن فوتبال اهل اسپانیا است.
از باشگاه‌هایی که در آن بازی کرده‌است می‌توان به باشگاه فوتبال لاس پالماس اشاره کرد.